# Roiffieux
Roiffieux – miejscowość i gmina we Francji, w regionie Owernia-Rodan-Alpy, w departamencie Ardèche.
Według danych na rok 1990 gminę zamieszkiwało 2285 osób, a gęstość zaludnienia wynosiła 117 osób/km² (wśród 2880 gmin regionu Rodan-Alpy Roiffieux plasuje się na 387. miejscu pod względem liczby ludności, natomiast pod względem powierzchni na miejscu 521.).

## Populacja

Populacja Roiffieux w latach 1962–2008

## Galeria

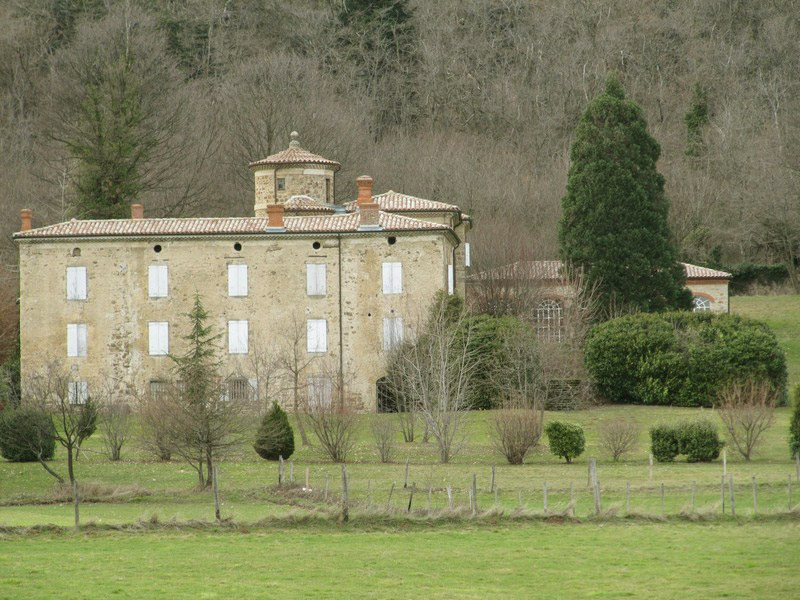
Zamek Japperenard (2010)
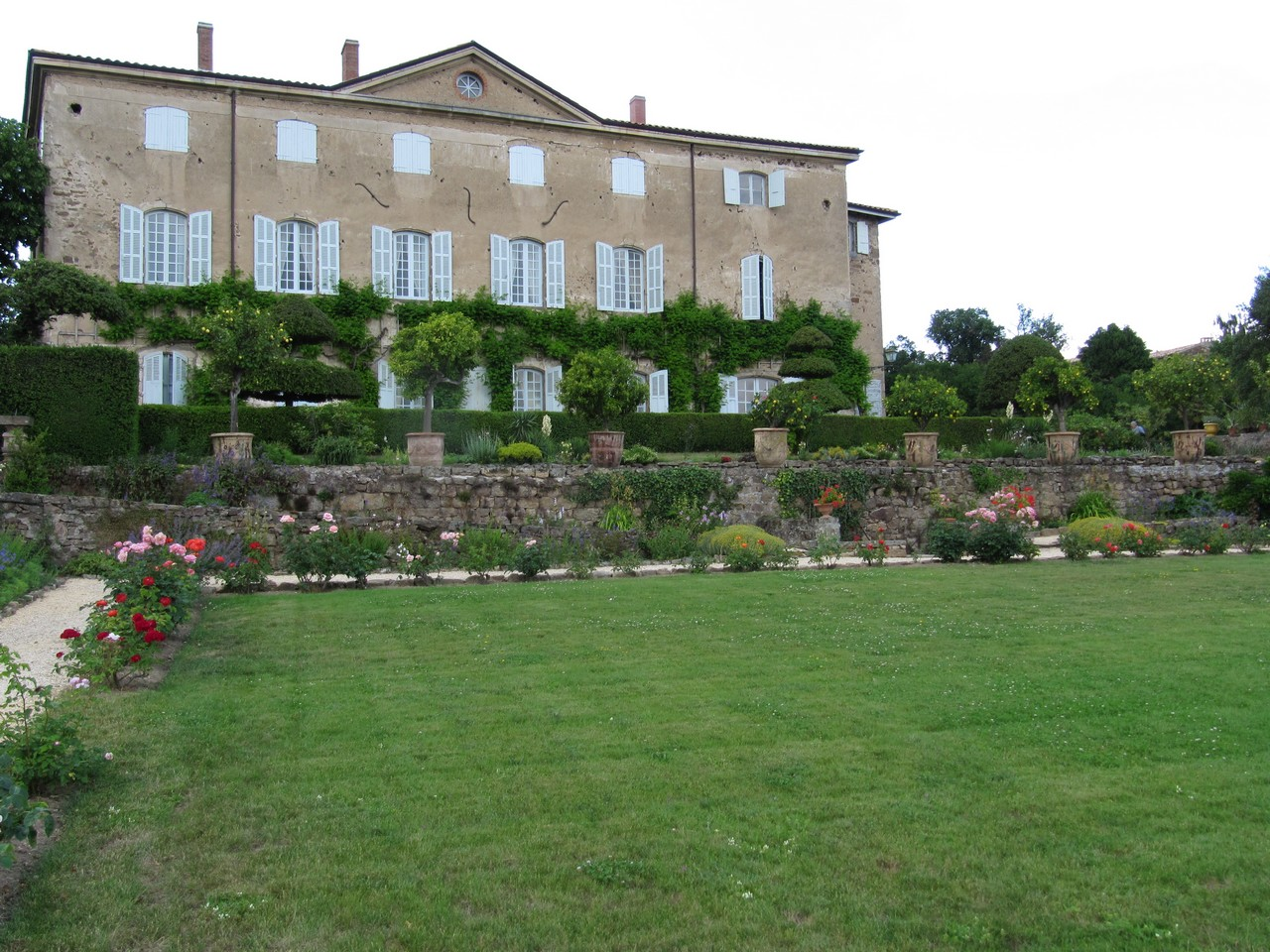
Zamek Brogieux (2011)
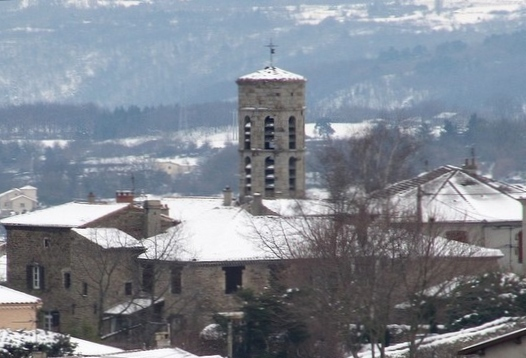
Kościół św. Marcina (2010)